# 輔理主教
輔理主教（英語：auxiliary bishop）是天主教的職稱，指的是一個教區若因教務繁忙或正權主教的個人因素，在獲得教宗同意並下達任命詔書後，另外再選立的一個或多個主教，以便於輔佐正權主教處理教務，以及其他主教負責的禮儀。此外輔理主教必須被賦予副主教或至少主教代理人的職位。
輔理主教在天主教會的角色接近等同普世聖公宗的副主教（suffragan bishop）。

## 領銜教區
作為輔理主教並沒有實際管理的教區，但是會將一個曾經存在過但是已經不存在的教區作為他名義上的轄區，稱作領銜教座；因此輔理主教也被分類為領銜主教。